# Kālidāsa (cràter)
Kālidāsā és un cràter d'impacte en el planeta Mercuri de 160 km de diàmetre. Porta el nom del poeta i dramaturg indi 	Kālidāsa (c. segle V), i el seu nom va ser aprovat per la Unió Astronòmica Internacional el 1976.